# Гифу (город)
Ги́фу (яп. 岐阜市 Гифу-си) — центральный город Японии, административный центр префектуры Гифу. Прежде чем стать городом, он был частью бывшего округа Ацуми, но уже изначально считался основным городом в данном регионе.
Площадь города составляет 202,89 км², население — 409 218 человек (1 июля 2014), плотность населения — 2016,95 чел./км².

## История
Вся история города является результатом его расположения в центре Японии. В течение периода Сэнгоку Гифу процветает за счёт крепости, сначала под защитой Сайто Досана, а затем — Оды Нобунаги, поэтому город часто являлся промежуточной точкой для сражений в усилиях по объединению Японии. В течение периода Эдо Гифу и соседние города процветают за счёт близости к портовому городу Нагоя. В недавнее время специализацией городской экономики была поддержка индустрии моды, но сейчас город ищет пути для развития обрабатывающей промышленности.

### Вторая мировая война
Во время войны вместе с близлежащим городом Какамигахара, который был крупнейшим промышленным авиационным центром, обеспечивал Японию военной техникой.
Значительная часть территории города была приобретена за счёт слияния с соседними посёлками Кано (в 1940 году) и Янаидзу (в 2006 году). Благодаря этому география города весьма разнообразна, начиная от зоны небоскрёбов в центре города и заканчивая плодовыми садами и полями с клубникой.

## Экономика
Исторически в Гифу была развита текстильная промышленность, однако в последнее время значимость данной отрасли в экономике города снизилась.
В настоящее время в городе функционируют предприятия пищевой, машиностроительной отраслей, производства строительных материалов и другие. Из крупных компаний, имеющих в городе производственные базы, можно отметить Toyota и Sumitomo Osaka Cement.

## Образование
В городе существует 48 начальных школ и 43 детских сада. После окончания начальной школы дети переводятся в одну из 49 средних школ, а потом и в 27 классов старшей школы. Существует пять колледжей и университетов:
- Городской женский колледж Гифу;
- Фармацевтический университет Гифу;
- Университет Сётоку;
- Университет Гифу;
- Женский университет Гифу.

## Города-побратимы
- Майдлинг, Австрия
- Кампинас, Бразилия
- Флоренция, Италия[5]
- Тандер-Бей, Канада
- Ханчжоу, Китай
- Цинциннати, США

## Администрация
- Имадзава-тё, Гифу-си, Гифу-кэн, 18; Телефон 058—265-4141